# Gennaro Verolino
Gennaro Verolino, né le 3 novembre 1906 à Naples et mort le 17 novembre 2005 à Rome, est un prélat italien, archevêque titulaire de Corinthe de 1951 à 1986.

## Biographie

### Formation
Il passe son enfance et sa jeunesse à Acerra, ville natale de sa mère. Il étudie au séminaire d'Acerra, puis à la faculté de théologie des Jésuites à Naples. Il est ordonné prêtre le 23 décembre 1928, dans la chapelle privée de Francesco De Pietro.
Quelques années plus tard, il est envoyé à Rome où il étudie à l'Apollinaire. Il a obtient son diplôme en droit civil et en droit canonique puis choisit de poursuivre sa carrière dans le service diplomatique du Saint-Siège. Il devient secrétaire de la nonciature apostolique en Hongrie en 1944.

### Seconde Guerre Mondiale
Au milieu de la Seconde Guerre mondiale, il sauve d'une mort certaine plus de 30 000 Juifs hongrois devant être déportés vers les camps de concentration par les troupes d'Adolf Hitler. Le P. Verolino est alors mis sous protection diplomatique et doit notamment utiliser un faux passeports. Tout cela se passe avec l'appui du nonce apostolique Angelo Rotta, ainsi que le plein consentement du pape Pie XII.
De février à novembre 1948, il remplace Saverio Ritter (it) en tant que chargé d'affaires du nonce apostolique en Tchécoslovaquie. Le titre de Juste parmi les nations ne lui sera octroyé que posthume, à cause de la longueur de la procédure conséquente du refus initial de Yad Vashem de reconnaître ses mérites spécifiques.

### Épiscopat
Le 5 septembre 1951, Pie XII le nomme archevêque titulaire de Corinthe et nonce apostolique de Salvador et du Guatemala (en), il est consacré évêque le 7 octobre par le cardinal Clemente Micara. Le 15 février 1957, il est nommé nonce apostolique du Costa Rica (en) et secrétaire de la cérémonie de la Sacrée Congrégation du 2 mars 1963 à sa suppression en 1967, en raison de la réforme de la Curie romaine commandée par Paul VI. Il participe à toutes les sessions du Concile Vatican II. En 1969, il est nommé président de la Commission pontificale pour l'archéologie sacrée.
En 1986, il démissionne de toutes ses fonctions à cause de son âge avancé, tel que prévu dans le Code de droit canonique et meurt à Rome le 17 novembre 2005 à l'âge de 99 ans.
En 2007, son corps est transféré dans la chapelle des évêques du cimetière d'Acerra.

## Succession apostolique
Gennaro Verolino a ordonné les évêques suivants :
- Évêque Luis Manresa Formosa (es), S.I. (1956)
- Évêque Celestino Miguel Fernández Pérez (de), O.F.M. (1956)
- Évêque Costantino Cristiano Luna Pianegonda (de), O.F.M. (1956)
- Évêque Alfonso Höfer Hombach (de), C.M. (1958)
- Archevêque Carlos Humberto Rodríguez Quirós (es) (1960)
- Archevêque Román Arrieta Villalobos (es) (1961)

## Décorations et hommages
- 2005 : Prix Per Anger (Stockholm)[3] ;
- 2007 : Juste parmi les nations (titre posthume) (Jérusalem)[4] ;
- 2010 : inauguration de l'école Gennaro Verolino à Budapest.